# 东北抗日联军博物馆

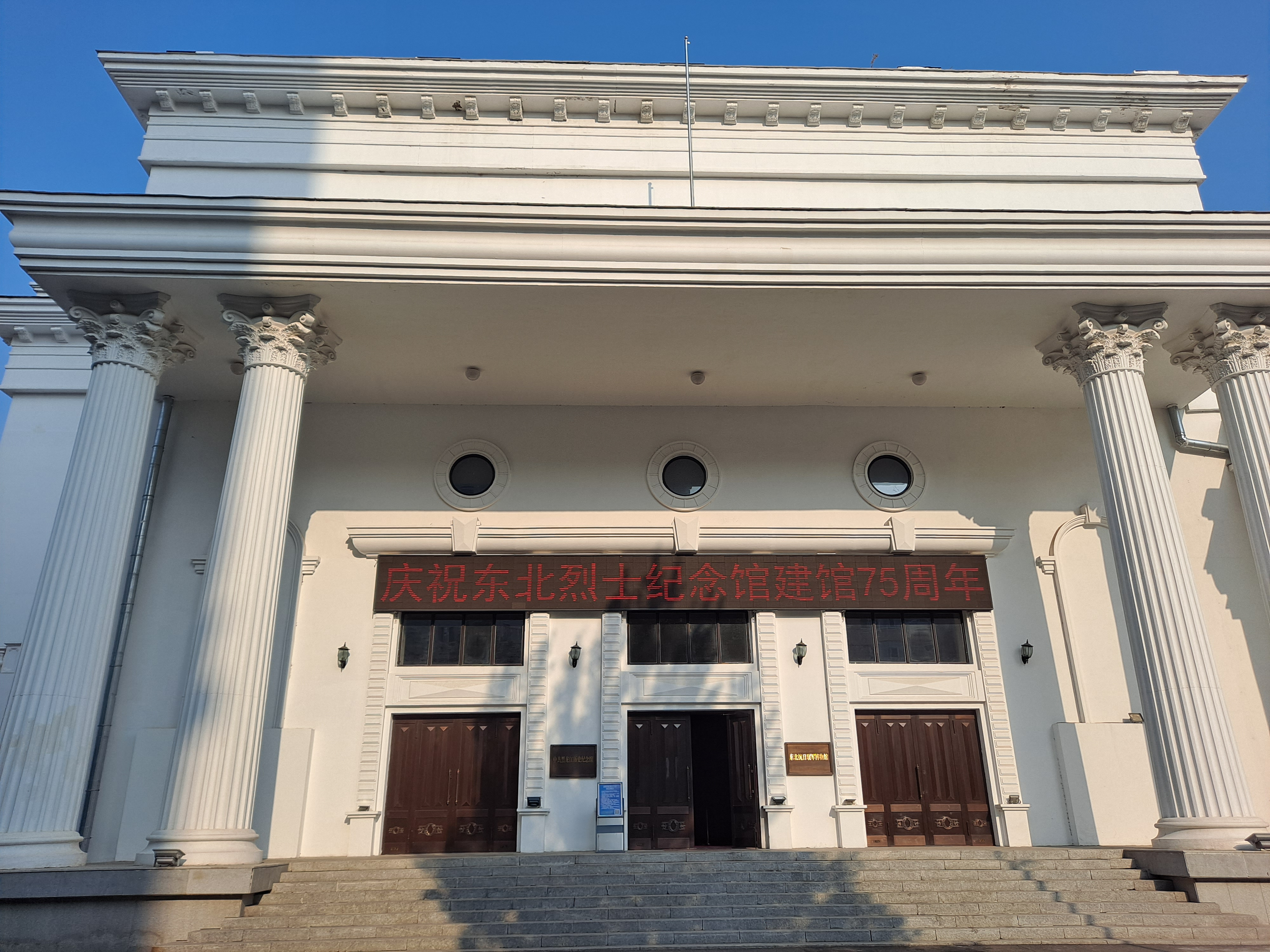
东北抗联博物馆

东北抗日联军博物馆是位于中華人民共和國黑龍江省哈尔滨市南岗区的一個博物館，紧邻东北烈士纪念馆，於1948年修建。1986年與同年建成的黑龙江省革命博物馆合署办公。展馆共分五个部分：九一八事变、全民抗日、组建东北抗日联军、對日作戰、日本投降。